# فادي عوض
فادي عوض من اللاعبين الشباب بصفوف نادي الوحدات، وسبق وان مثل اندية الجليل والشيخ حسين ومنشية بني حسن، كما ومثل منتخب الأردن الاولمبي الذي خاض تصفيات اولمبياد البرازيل 2016. وتم استدعائه موخراً لصفوف المنتخب الوطني